# Artistona
Artistona, Artistun o Artastuna (en griego, Ἀρτυστώνη Artistun; en Elamita Ir-taš-du-na, Ir-da-iš-du-na; del antiguo persa *Artastūnā, "pilar de Arta, el verdadero deificado" (hacia 535 a. C.-?), hija del rey Ciro II el Grande, fue reina consorte de Persia por su matrimonio con el rey aqueménida Darío I.

## Contexto histórico
Artistona era la hija del rey persa Ciro II el Grande y por tango hermana o medio hermana de Cambises II, Esmerdis y Atosa.
Tras el fallecimiento de Cambises II sin hijos varones, y el asesinato de su hermano Esmerdis, bajo la acusación de haber sido sustituido por el mago Gaumata, una nueva rama de la familia real, los Aqueménidas, llegó al poder de la mano de Darío I, quien para hacerse con él, asesinó con la ayuda de seis compañeros a Esmerdis.
Para mejorar sus derechos a reclamar el trono, Darío se casó con Artistona, quien aún era virgen, con su hermana Atosa, viuda de Cambises II y de Esmerdis, y con su sobrina Parmis, hija de Esmerdis. Esto sugiere que Artistona nació alrededor del 535 a. C..

## La favorita de Darío
Artistona tuvo al menos tres hijos:
- El príncipe Arsames, quien comandó a los nubios y a los árabes durante la expedición persa a Grecia en el 480 a. C. (la Segunda Guerra Médica), la cual estaba liderada por su medio hermano Jerjes I.
- El príncipe Gobrias, quien comandó a varias tribus de Capadocia en la misma expedición.
- La princesa Artozostra, quien posteriormente se casaría con el general Mardonio, el segundo en el mando en la misma campaña.

Según el historiador griego Heródoto de Halicarnaso, Artistona era la esposa favorita de Darío, quien tenía una estatua de ella hecha en oro.
Por tablillas encontradas en Persépolis, sabemos que su nombre real era Irtašduna en persa antiguo. Se la menciona dos veces como dukšiš, princesa. Sabemos por estos textos que recibía grandes raciones y que se comportaba como si fuera independiente de su marido. Por ejemplo, ella personalmente daba órdenes para el aprovisionamiento de los oficiales persas de sus propios dominios, en los poblados de Mirandu, Kuknaka y Matannan. Su sello oficial mostraba a un rey luchando contra un animal salvaje.
Seguía viva en el 506 a. C. Esto puede deducirse de otra tablilla que explica que la dukšiš Irtašduna recibió el regalo de cien ovejas de parte del oficial económico de Darío, Farnaces.